# Volker Bähr (Fußballspieler)
Volker Bähr (* 11. Mai 1944) ist ein deutscher ehemaliger Fußballspieler, der in den 1970er Jahren für die Armeesportgemeinschaft ASG Vorwärts Löbau in der DDR-Liga, der zweithöchsten höchsten Liga im DDR-Fußball, aktiv war.

## Sportliche Laufbahn
Bis 1965 spielte Volker Bähr mit der Betriebssportgemeinschaft (BSG) Fortschritt Neugersdorf in der drittklassigen Bezirksliga Dresden. Zur Saison 1965/66 wechselte er zur ASG Vorwärts Löbau, die zu diesem Zeitpunkt in der viertklassigen Bezirksklasse Dresden spielte. Mit der ASG stieg er am Saisonende in die Bezirksliga auf, in der die Löbauer bis 1971 vertreten waren. In diesem Jahre gelang der ASG unter Mitwirkung von Volker Bähr der Aufstieg in die DDR-Liga. Dort spielte Bähr für Vorwärts Löbau drei Spielzeiten lang. Als Stammspieler konnte er sich jedoch nur 1971/72 etablieren, indem er bei den 20 ausgetragenen Ligaspielen fünfzehnmal aufgeboten wurde. Er war zunächst Mittelfeldspieler und erzielte zwei Tore, vom zehnten Spieltag an wurde er in der Abwehr eingesetzt und kam zu keinen weiteren Toren. In den beiden folgenden Spielzeiten wurde er mit sechs bzw. acht Spielen (ein Tor) nur noch selten eingesetzt. 1972 und 1974 bestritt er jeweils auch ein Spiel im DDR-Fußballpokal. Nachdem die ASG Vorwärts 1974 abgestiegen war, verlor sich Bährs Spur zunächst, ehe er in der Saison 1975/76 noch einmal mit zwei Spielen für den DDR-Ligisten Motor Bautzen im höheren Ligenbereich auftauchte.